# Пармські Бурбони

Пармські Бурбони

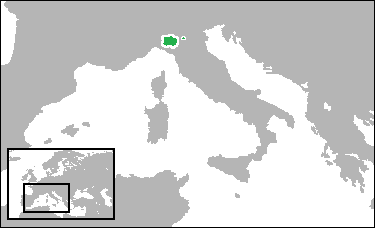
Герцогство Парма

Пармські Бурбони (італ. Borbone di Parma) — династія, що правила в герцогстві Парма з 1731 року, молодша гілка Іспанських Бурбонів. В даний час є правлячою династією Люксембургу.

## Бурбони на Пармському троні
Через другий шлюб Філіпа V Іспанського у 1714 році з Ізабеллою Фарнезе, дочкою герцога Парми і П'яченци Одоардо II, іспанські Бурбони отримали права на пармський престол. Після припинення династії Фарнезе в чоловічому коліні в 1731 році герцогом Парми і П'яченци став їхній син дон Карлос.
3 жовтня 1735 року він поступився австрійським Габсбургам (зятеві імператора Карла VI Францу Лотаринзькому) в обмін на Неаполь і Сицилію.
Аахенський мир 18 жовтня 1748 року, що завершив війну за австрійську спадщину 1740—1748, повернув Парму і П'яченцу іспанським Бурбонам. Герцогську корону отримав молодший брат дона Карлоса — дон Феліпе, який заснував лінію Бурбонів Парми. У 1765 році її успадкував його син Фердинанд.

### Наполеонівська епоха
28 липня 1801 року згідно до умов Люневільського договору син і спадкоємець Фердинанда Людовик (1773—1803) зайняв престол королівства Етрурії, створеного Наполеоном I з Великого герцогства Тосканського. Після смерті Фердинанда 9 жовтня 1802 Наполеон I відняв у Бурбонів Парму, Пьяченцу і Гуасталлу. Престол Етрурії зі смертю Людовика в 1803 році успадкував його малолітній син Карл II (1799—1883). 27 жовтня 1807 Наполеон I ліквідував королівство Етрурія.

### Віденський конгрес

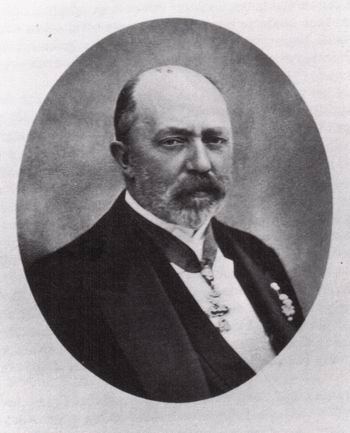
Роберт I Пармський

За рішенням Віденського конгресу 1815 року Парма і П'яченца були віддані у довічне володіння колишній французькій імператриці Марії Луїзі Австрійській. Бурбони в особі Марії Луїзи Іспанської отримали як компенсацію герцогство Лукка; після смерті матері в 1824 року його успадкував Карл II (колишній король Етрурії).
У 1847 році зі смертю Марії Луїзи Австрійської Бурбони повернули собі Парму: герцогство перейшло до Карла II, який перед цим (15 жовтня) відмовився від Лукки (приєднана до Тоскани). Після зречення Карла II в 1848 році корону успадкував його син Карл III (1823—1854), а після вбивства Карла III в 1854 році — його син Роберт I (1848—1907).

## ПісляОб'єднання Італії
У травні 1859 року народне повстання в Пармі скинуло герцога Роберта; 12 вересня того ж року Бурбони були скинуті з пармского престолу, а Парма і П'яченца увійшли до складу королівства Італія.
По смерті Роберта I в 1907 році претендентами на пармську корону були послідовно його сини Енріко, Джузеппе, Еліас та син останнього — Роберто Уго (1909—1974). Зі смертю бездітного Роберто в 1974 році права перейшли до сьомого сина Роберта I, Ксавьє, карлістському претенденту на іспанський трон, потім до сина Франческо — Карлоса Уго, а потім до його сина Карлоса.

## На троніВеликого герцогства Люксембург

Велике Герцогство Люксембург

Завдяки шлюбу Феліче Бурбона-Пармського (1893—1970), восьмого сина Роберта I, з герцогинею Люксембурзькою Шарлоттою (1919) Пармські Бурбони стали в 1964 році правлячою династією Люксембургу: 12 листопада 1964 року престол Великого герцогства зайняв їхній син Жан. У 2000 році він передав люксембурзьку корону своєму старшому синові Анрі (нар. 1955).

### Великі герцоги Люксембургу
| Портрет | Ім'я | Роки правління                    | Роки життя                        | Відношення до попередника | Династія         |
| ------- | ---- | --------------------------------- | --------------------------------- | ------------------------- | ---------------- |
|         | Жан  | 12 листопада 1964 – 7 жовтня 2000 | нар. 5 січня 1921– 23 квітня 2019 | син Шарлотти              | Пармські Бурбони |
|         | Анрі | з 7 жовтня 2000                   | нар. 16 квітня 1955               | син Жана                  | Пармські Бурбони |